# 황학성
황학성(1917년 6월 22일~1983년 6월 17일)은 대한민국의 정치인이다. 제5대 국회의원을 지냈다.

## 역대 선거 결과
|  | 18.84% |

|  | 38.54% |

|  | 25.52% |

|  | 29.70% |